# Robbie Coltrane
Robbie Coltrane, född Anthony Robert McMillan den 30 mars 1950 i Rutherglen, South Lanarkshire, död 14 oktober 2022 i Larbert, Stirling and Falkirk, var en brittisk (skotsk) skådespelare och komiker.
Coltrane var bland annat känd för rollen som Rubeus Hagrid i filmerna om Harry Potter. Hans stora genombrott kom i TV-serien Cracker.

## Filmografi (i urval)
- 1989 – Henrik V
- 1990 – Nunnor på rymmen
- 1993–1996 – Cracker (TV-serie)
- 1993 – Huckleberry Finns äventyr
- 1995 – Goldeneye
- 1999 – Alice i Underlandet (TV-film)
- 1999 – Världen räcker inte till
- 2001 – Jackpot
- 2001 – Harry Potter och de vises sten
- 2001 – From Hell
- 2002 – Harry Potter och Hemligheternas kammare
- 2004 – Van Helsing
- 2004 – Harry Potter och fången från Azkaban
- 2004 – Ocean's Twelve
- 2004 – Pride (TV-film) (röst)
- 2005 – Harry Potter och den flammande bägaren
- 2006 – Stormbreaker
- 2007 – Harry Potter och Fenixorden
- 2008 – Sagan om Despereaux (röst)
- 2009 – Gooby (röst)
- 2009 – Harry Potter och halvblodsprinsen
- 2009 – Gruffalon (röst)
- 2010 – Harry Potter och dödsrelikerna – Del 1
- 2010 – Sweet Baby Jesus
- 2011 – Harry Potter och dödsrelikerna – Del 2
- 2012 – Modig (röst)
- 2014 – Effie